# Gary Noel
Gary Noel (2 de abril de 1961) es un expiloto de motociclismo británico, que compitió en el Campeonato del Mundo de Motociclismo desde 1984 hasta 1986.

## Carrera
Gary Noel comienza su carrera en 1982 disputando el Campeonato europeo de la categoría 250 cc en 1983 en el que se clasificará en el puesto 25.º con una Exactweld Yamaha, gracias a un sexto lugar en Ingletterra y décimo en Holanda. En 1984, conseguiría su mejor título al coronarse Campeón de Europa de los 250 cc, con 1 punto por delante de Philippe Pagano, donde se adjudica cuatro victorias en Austria, Suecia, Ingleterra y Bélgica. Ese año, debutaría en el Mundial de Motociclismo corriendo en el Gran Premio de Gran Bretaña de 1984 de 250cc con una Exactweld 250 cc para terminarlo en la 26.ª posición. Seguiría en el manillar de su Exactweld 250 cc en 1985 disputando toda la temporada pero sin entrar en zona de puntos en ninguna de ellas. Un año después se volvería 
a centrarse en los 250cc sin lograr puntuar y también disputó una carrera de 125 cc en el Gran Premio de Bélgica aunque no llegó a clasificarse. En 1987, realizará su última carrera en el Gran Premio de Gran Bretaña de 1987 de 250cc pero no lograrñia clasificarse para la carrera.

## Estadísticas de carrera

### Campeonato del Mundo de Motociclismo

#### Carreras por año
Sistema de puntos desde 1969 a 1987:
| Posición | 1.º | 2.º | 3.º | 4.º | 5.º | 6.º | 7.º | 8.º | 9.º | 10.º |
| Puntos   | 15  | 12  | 10  | 8   | 6   | 5   | 4   | 3   | 2   | 1    |

Sistema de puntos desde 1988 a 1992:
| Posición | 1.º | 2.º | 3.º | 4.º | 5.º | 6.º | 7.º | 8.º | 9.º | 10.º | 11.º | 12.º | 13.º | 14.º | 15.º |
| Puntos   | 20  | 17  | 15  | 13  | 11  | 10  | 9   | 8   | 7   | 6    | 5    | 4    | 3    | 2    | 1    |

(Carreras en negrita indica pole position, carreras en cursiva indica vuelta rápida)
| Año  | Categ. | Moto      | 1       | 2       | 3       | 4       | 5     | 6      | 7       | 8       | 9       | 10      | 11     | 12     | 13    | 14    | 15    | Ptos. | Pos. |
| ---- | ------ | --------- | ------- | ------- | ------- | ------- | ----- | ------ | ------- | ------- | ------- | ------- | ------ | ------ | ----- | ----- | ----- | ----- | ---- |
| 1984 | 250cc  | Exactweld | RSA -   | NAT -   | ESP -   | AUT -   | GER - | FRA -  | YUG -   | NED -   | BEL -   | GBR 26  | SWE -  | RSM -  |       |       |       | 0     | -    |
| 1985 | 250cc  | Exactweld | RSA Ret | ESP Ret | GER >16 | NAT DNS | AUT - | YUG -  | NED -   | BEL DNQ | FRA -   | GBR Ret | SWE 17 | RSM 19 |       |       |       | 0     | -    |
| 1986 | 125cc  | EMC       | ESP -   | NAT -   | GER -   | AUT -   | YUG - | NED -  | BEL DNQ | FRA -   | GBR -   | SWE -   | RSM -  |        |       |       |       | 0     | -    |
| 1986 | 250cc  | EMC       | ESP Ret | NAT Ret | GER 33  | AUT -   | YUG - | NED 18 | BEL 15  | FRA Ret | GBR Ret | SWE Ret | RSM 13 |        |       |       |       | 0     | -    |
| 1987 | 250cc  | Exactweld | JPN -   | ESP -   | GER -   | NAT -   | AUT - | YUG -  | NED -   | FRA Ret | GBR DNQ | SWE -   | CZE -  | RSM -  | POR - | BRA - | ARG - | 0     | -    |